# Michael Schmid-Ospach

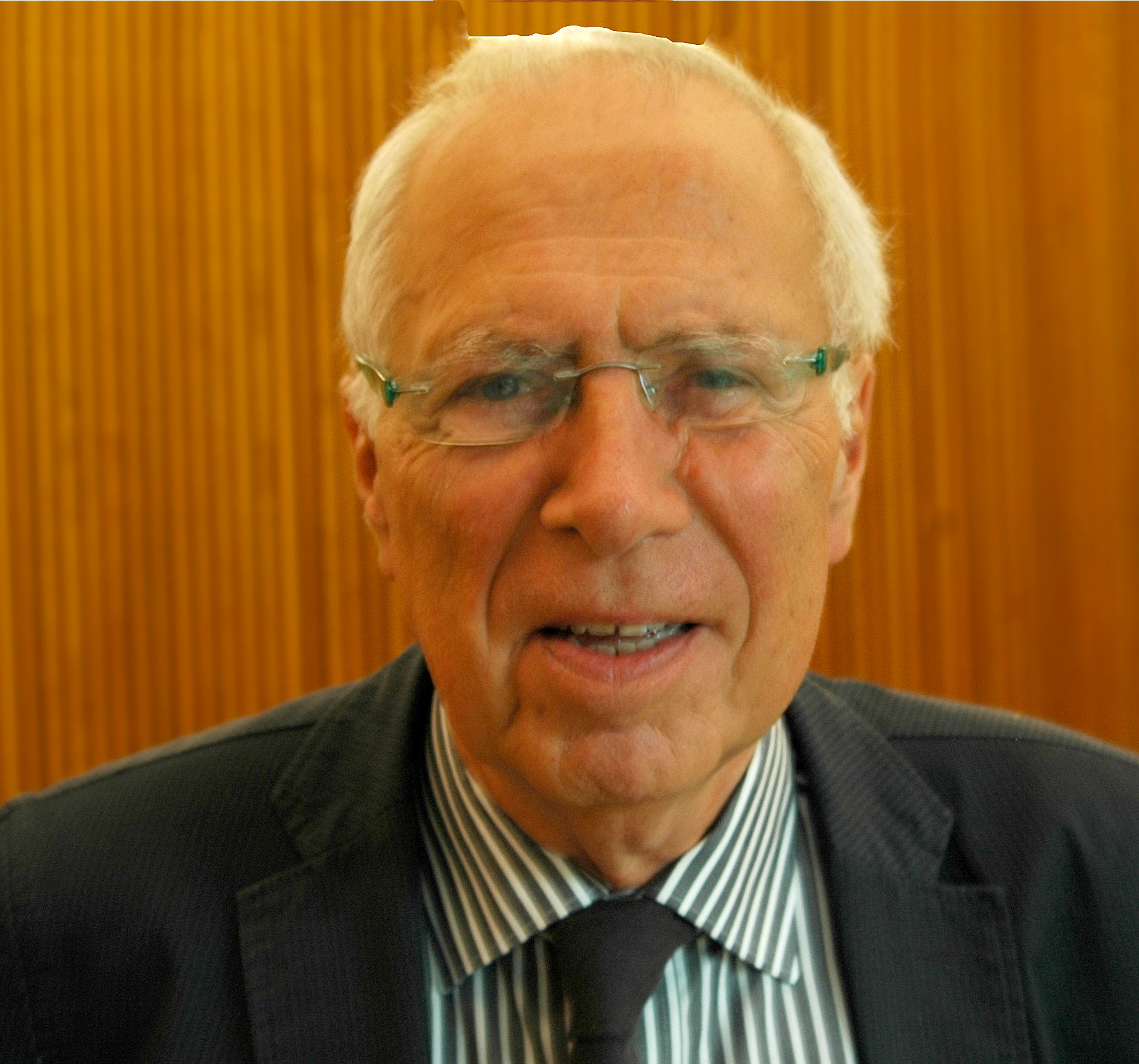
Michael Schmid-Ospach (2014)

Michael Schmid-Ospach (* 29. August 1945 in Heidelberg; † 29. August 2022 in Wachtberg) war ein deutscher Journalist und Geschäftsführer der Filmstiftung Nordrhein-Westfalen.

## Leben
Schmid-Ospach studierte Theaterwissenschaft, Germanistik und Psychologie an der Universität zu Köln. Nach dem Abschluss wurde er Leiter des Feuilletons bei der Westdeutschen Rundschau in Wuppertal. Im Anschluss war er zunächst stellvertretender Leiter der Redaktion Kirche und Rundfunk des epd, medienpolitischer Berater des nordrhein-westfälischen Ministerpräsidenten Heinz Kühn, Sprecher der ARD und durchlief diverse Positionen innerhalb des WDR, wie die des stellvertretenden Fernsehdirektors. Zudem betätigte er sich von 1998 bis 2001 als Moderator der ARD-Sendung Kulturweltspiegel.
Am 17. März 1999 wurde er einstimmig zum Intendanten von Radio Bremen gewählt, musste aber am 5. April 1999 aus gesundheitlichen Gründen auf das Amt verzichten.
Von 1992 bis 2001 war er Vorsitzender des Aufsichtsrats der Filmstiftung NRW zur Amtszeit des damaligen Geschäftsführers Dieter Kosslick. Er übernahm dessen Amt, als Kosslick 2001 Direktor der Berlinale wurde. Neben dieser Tätigkeit war er Mitglied im Verwaltungsrat der FFA, im ZDF-Fernsehrat und in der deutsch-französischen Filmakademie. Schmidt-Ospach verließ die Filmstiftung Ende März 2010 und trat in den Ruhestand.
Schmid-Ospach starb an seinem 77. Geburtstag am 29. August 2022 in Wachtberg.

### Weitere Tätigkeiten
- Juni 2007: Aufsichtsratsvorsitzender des Adolf-Grimme-Instituts
- September 2007: Stellvertretender Vorsitzender des ZDF-Fernsehrats / 2011 Wahl in den ZDF-Verwaltungsrat, bis 2016 Vorsitzender des Finanzausschusses
- Lehraufträge an der FU Berlin, der Universität Münster, Universität Siegen, Universität zu Köln und der FH Düsseldorf
- Mitglied der Deutschen Gesellschaft für Publizistik- und Kommunikationswissenschaft (DGPuK)
- Mitglied der Else-Lasker-Schüler-Gesellschaft
- Mitglied des Kuratoriums des Adolf-Grimme-Instituts
- Mitglied des Aufsichtsrats des Europäischen Zentrums für Medienkompetenz

## Ehrungen und Auszeichnungen
- 2006: Ernennung zum Honorarprofessor durch die Fachhochschule Düsseldorf[5]